# Jan Lauda

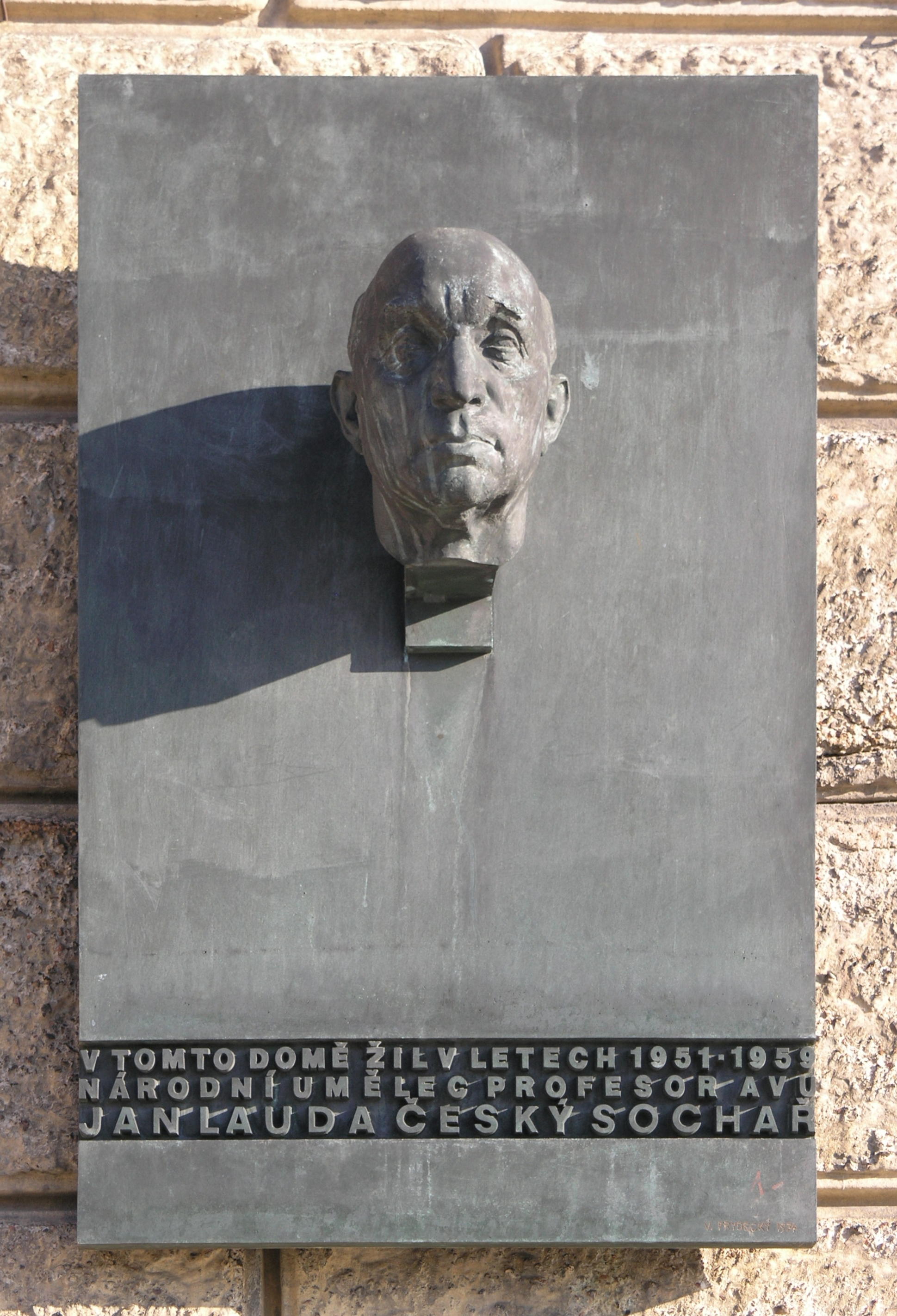
Busta sochaře Jana Laudy na pražském Salmovském paláci

Jan Lauda, (4. dubna 1898 Praha – 11. března 1959 tamtéž), narozen jako Jan Louda (změna příjmení na Lauda roku 1923) byl český sochař a vysokoškolský pedagog.

## Život
Narodil se v rodině Jana Josefa Laudy a Marie Františky Laudové, rozené Novotné. První sochařské školení získal od sochaře Stanislava Suchardy. Stal se učněm v keramické huti pražské katedrály sv. Víta. V letech 1913–1914 studoval u profesora Josefa Drahoňovského na Uměleckoprůmyslové škole v Praze a v letech 1917–1922 na Akademii výtvarných umění v Praze u profesora Jana Štursy. V letech 1923– byl členem Spolku výtvarných umělců Mánes (SVU Mánes). V roce 1937 byl jmenován profesorem Uměleckoprůmyslové školy v Praze. V letech 1946–1959 jako profesor působil na Akademii výtvarných umění v Praze. Je pohřben na vyšehradském Slavíně.
Byl významným představitelem tzv. sociálního umění 20. let 20. století a spoluzakladatelem sociálně orientované Nové skupiny (1922). Od roku 1921 měl společný ateliér s Ottou Gutfreundem. Od roku 1930 až do smrti užíval ateliér na Libeňském ostrově, původně vybudovaný jako zázemí pro vytvoření monumentální sochy Jan Amose Komenského; tato původně provizorní budova existuje dosud. Jako materiál preferoval sádru a pálenou hlínu. Mimo jiné se věnoval reliéfům, plastikám zvířat a ke konci života rovněž portrétům.
V průběhu života byl několikrát vyznamenán zahraničními i domácími oceněními. V roce 1925 získal Zlatou medaili na Výstavě dekorativních umění v Paříži a v roce 1937 čestné uznání na Světové výstavě tamtéž. V období protektorátu získal 1. cenu České akademie výtvarného umění 1940) a Státní cenu (1944). V poválečném období byl v roce 1951 byl vyznamenán titulem laureáta státní ceny za bystu V. I. Lenina a v roce 1955 Řádem práce. V roce 1958 byl jmenován národním umělcem.

## Dílo
Sociálně orientovanou tvorbu 20. let charakterizuje např. plastika Myčka (1923) ze sbírek Národní galerie Praha. Lauda ji vytvořil ze sádry a její povrch patinoval. Provedení všedního motivu klečící ženy kartáčující podlahu je považováno za „vrcholné dílo realistického proudu českého sochařství dvacátých let iniciovaného Gutfreundovým civilismem“, které odráží touhu „po sociálně spravedlivějším uspořádání společnosti, na nějž odkazuje kritická poloha civilistního sochařství zdůrazňující sociální charakteristiku a vyjadřující soucit s životním údělem těžce pracujícího člověka."  Bronzovou plastiku stejného námětu a vročení vlastní Moravská galerie v Brně.
Z Laudových plastik zvířat lze jmenoval například plastiku Lachtana z roku 1936, jejíž odlitky se nacházejí například v Místodržitelském paláci Moravské galerie v Brně, Ostravě nebo v jezírku Kinského zahrady, viz např. článek Lachtan (zahrada Kinských) . Zvíře má v tlamě otvor určený pro tryskající pramen vody. Plastika byla umístěna rovněž v bazénku na zahradě Zbraslavského kláštera v rámci byvší expozice Národní galerie Praha. Odtud byla v roce 2013 přemístěna k ZŠ Laudova v Řepích. 

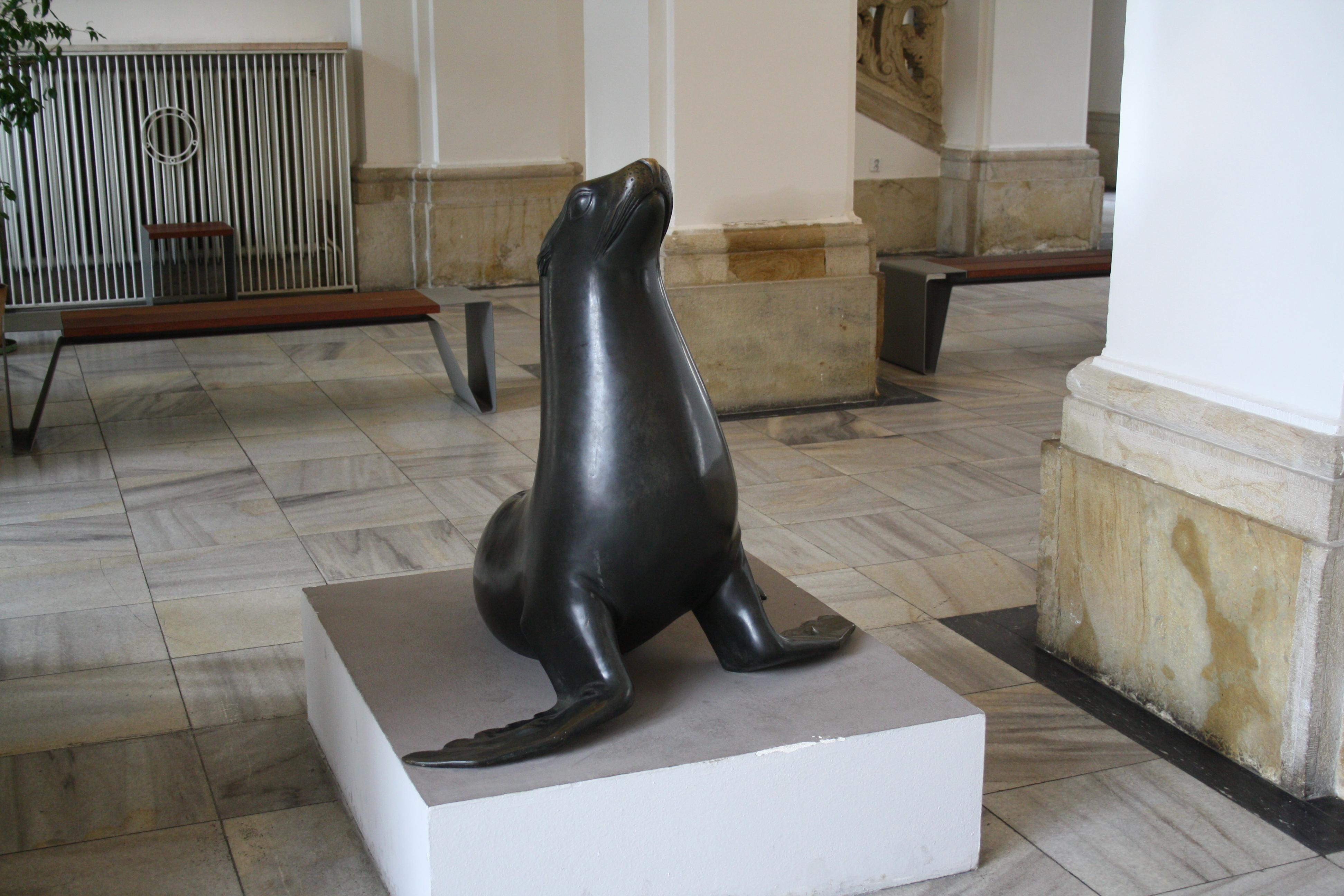
Lachtan (1936) v brněnském Místodržitelském paláci
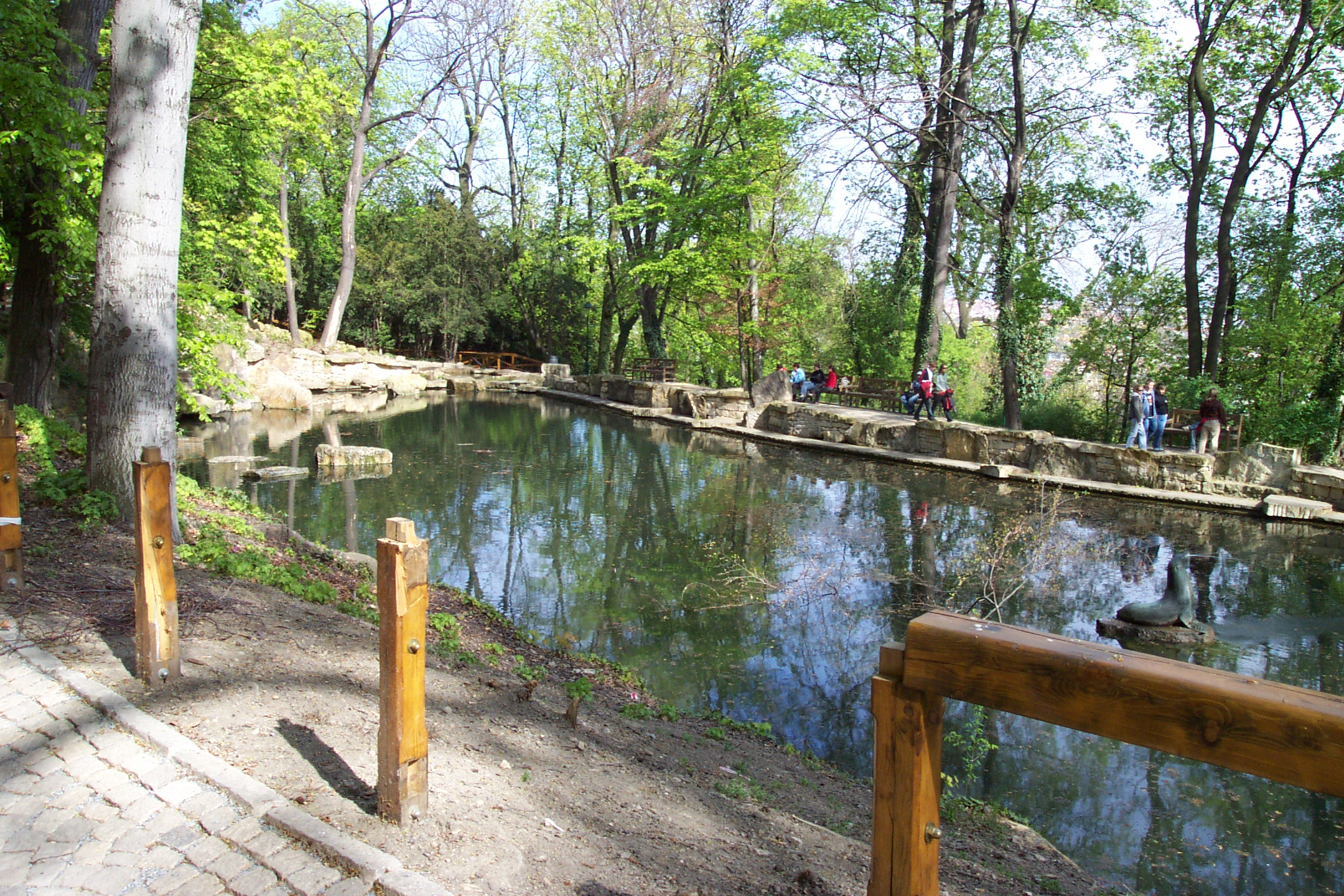
Další Lachtan (1953) zakomponovaný do jezírka v pražské Kinského zahradě